# Idiops ochreolus
Idiops ochreolus is een spinnensoort uit de familie van de valdeurspinnen (Idiopidae).
De wetenschappelijke naam van de soort werd in 1902 als Acanthodon ochreolum gepubliceerd door Reginald Innes Pocock.